# ميريلاند سايكلنج كلاسيك 2022
ميريلاند سايكلنج كلاسيك 2022 (بالإنجليزية: 2022 Maryland Cycling Classic)‏ هو سباق دراجات هوائية، وهو الموسم الأول من ميريلاند سايكلنج كلاسيك ‏، وأقيم في 4 سبتمبر 2022 ضمن سباقات سلسلة سباقات الاتحاد الدولي للدراجات للمحترفين 2022.
فاز بالمركز الأول سيب فانمارك، وفاز بالمركز الثاني Nickolas Zukowsky ‏، وفاز بالمركز الثالث نيلسون بوولس.

## الفرق
| فرق عالمية (4)- Trek-Segafredo - BikeExchange-Jayco - Israel-Premier Tech - EF Education-EasyPost فرق برو (2)- Human Powered Health - نوفو نورديسك 2022 ‏ فرق قارية (9)- برو تاتش 2022 ‏ - Panamá es Cultura y Valores ‏ - ميديلين 2022 ‏ - Team Solution Tech–Vini Fantini ‏ - Hagens Berman Jayco ‏ - Toronto Hustle ‏ - L39ION of Los Angeles ‏ - إيفوبرو ريسينغ ‏ - Team Skyline ‏ فريق وطني- فريق الولايات المتحدة لسباق الدراجات الهوائية للرجال ‏ |  |
| |  |

## التصنيف العام النهائي
| التصنيف العام         | التصنيف العام      | التصنيف العام         | التصنيف العام | التصنيف العام |
| العداء                | العداء             | الفريق                | الوقت         |               |
| --------------------- | ------------------ | --------------------- | ------------- | ------------- |
| 1                     | سيب فانمارك        | إسرائيل - بريمير تيك  | 4 س 34 د 45 ث |               |
| 2                     | Nickolas Zukowsky ‏ | Human Powered Health  | + 0 ث         |               |
| 3                     | نيلسون بوولس       | EF Education-EasyPost | + 0 ث         |               |
| 4                     | توم سكوجين         | تريك سيغافريدو        | + 1 ث         |               |
| 5                     | Andrea Piccolo ‏    | EF Education-EasyPost | + 6 ث         |               |
| 6                     | ماغنوس كورت نيلسن  | EF Education-EasyPost | + 1 د 06 ث    |               |
| 7                     | جينثي بيرمانز ‏     | إسرائيل - بريمير تيك  | + 1 د 06 ث    |               |
| 8                     | كوين سيمونز        | تريك سيغافريدو        | + 1 د 11 ث    |               |
| 9                     | أليكساندر بالمر    | BikeExchange-Jayco    | + 1 د 11 ث    |               |
| 10                    | روبيزون أويولا     | ميديلين ‏              | + 1 د 11 ث    |               |
|                       |                    |                       |               |               |
| مصدر: ProCyclingStats |                    |                       |               |               |

## وصلات خارجية
- الموقع الرسمي
- لمحة عن سباق ميريلاند سايكلنج كلاسيك 2022 على موقع  ProCyclingStats   (برو  سايكلنج  ستاتس) - إحصاءات  محترفي  الدراجات.
- ميريلاند سايكلنج كلاسيك 2022 على موقع إحصائيات الدراجات الإحترافية (الإنجليزية)